# La Dame de fer
Pour les articles homonymes, voir Dame de fer et Lady.
Pour plus de détails, voir Fiche technique et Distribution.
La Dame de fer (The Iron Lady) est un film biographique franco-britannique de Phyllida Lloyd consacré à Margaret Thatcher et sorti au Royaume-Uni le 16 décembre 2011.

## Synopsis
Margaret Thatcher, atteinte de la maladie d'Alzheimer, se remémore tous les instants qui ont fait sa vie, de ses parents épiciers à sa première élection à la Chambre des communes, de son mariage avec Denis Thatcher à son élection à la tête du Parti conservateur, de son passage au secrétariat d'État à l'Éducation à la guerre des Malouines, des grandes grèves aux manifestations contre la fiscalité locale, qui entraînent sa chute en 1990.

## Fiche technique
- Titre original : The Iron Lady
- Titre français : La Dame de fer
- Titre québécois : La Dame de fer
- Réalisation : Phyllida Lloyd
- Scénario : Abi Morgan
- Direction artistique : Simon Elliott
- Décors : Bill Crutcher
- Costumes : Consolata Boyle
- Maquillage : Mark Coulier
- Photographie : Elliot Davis
- Son :
- Montage : Justine Wright
- Musique : Thomas Newman
- Production : Damian Jones
- Sociétés de production : Film4, Pathé, UK Film Council, Goldcrest Films International et The Weinstein Company
- Sociétés de distribution :  20th Century Fox •  The Weinstein Company •  Pathé
- Budget : 13 millions de dollars
- Pays d'origine :  Royaume-Uni /  France
- Langue : anglais
- Format : couleur - 35 mm - 2.35:1
- Genre : biographique
- Durée : 105 minutes
- Dates de sortie :
  - Royaume-Uni : 16 décembre 2011
  - France : 15 février 2012
- Dates de sortie DVD : Royaume-Uni : 10 avril 2012 ; France : 20 juin 2012

## Distribution
Sources doublage : V. F. = Version française sur Allodoublage et Voxofilm ; V. Q. = Version québécoise sur Doublage.QC.CA 
- Meryl Streep (VF : Frédérique Tirmont ; VQ : Claudine Chatel) : Margaret Thatcher
- Jim Broadbent (VF : Philippe Laudenbach ; VQ : Guy Nadon) : Denis Thatcher
- Olivia Colman (VF : Carole Franck ; VQ : Manon Arsenault) : Carol Thatcher
- Anthony Stewart Head (VF : Christian Gonon ; VQ : Marc Bellier) : Geoffrey Howe
- Richard E. Grant (VF : Éric Legrand) : Michael Heseltine
- Susan Brown (VF : Catherine Davenier ; VQ : Patricia Tulasne) : June
- Michael Pennington (VF : Jean-Pierre Leroux) : Michael Foot
- Angus Wright : John Nott
- Iain Glen (VF : Serge Biavan ; VQ : Pierre Auger) : Alfred Roberts
- Julian Wadham (VF : Mathieu Buscatto) : Francis Pym
- Nick Dunning : Jim Prior
- Alexandra Roach (VF : Daniela Labbé-Cabrera ; VQ : Catherine Proulx-Lemay) : Margaret Thatcher jeune
- Harry Lloyd (VF : Jean-Christophe Dollé) : Denis Thatcher jeune
- Nicholas Jones (en) : (VF : Gérard Dessalles) : l'amiral Leach
- Roger Allam : (VF : Daniel Kenigsberg) : Gordon Reece
- Nicholas Farrell : (VF : Frédéric van den Driessche) : Airey Neave
- Matthew Marsh : (VF : Patrick Raynal) : Alexander Haig
- David Rintoul : (VF : Daniel Gall) : l'amiral Fieldhouse

## Distinctions

### Récompenses
- Oscar 2012
  - Oscar de la meilleure actrice pour Meryl Streep ;
  - Oscar du meilleur maquillage ;
- Golden Globes 2012
  - Golden Globe de la meilleure actrice dans un film dramatique pour Meryl Streep ;
- BAFTA 2012
  - BAFTA de la meilleure actrice pour Meryl Streep
  - BAFTA des meilleurs maquillages et coiffures
- Meilleure actrice au Australian Academy of Cinema and Television Arts Awards pour Meryl Streep.

### Nominations
- BAFTA du meilleur acteur dans un second rôle pour Jim Broadbent
- BAFTA du meilleur scénario original

## Box-office
En France entre le 15 février 2012 et 13 mars 2012 le film a été vu 603 972 fois .
Depuis le 13 janvier 2012, les recettes aux États-Unis étaient de 27 006 913 $.

## Réception critique
Si la critique moyenne des spectateurs se situe à 6,4/10 (IMDb), on peut constater qu'elle est globalement en baisse sur le temps et est très moyenne sur "Rotten Tomatoes" à 5,7/10.
Quant à la critique française, elle est très moyenne avec une note moyenne située à 2,3/10 mais avec une répartition de 20% dithyrambique, 20% moyen et le reste entre déçu et mal fait (Allociné ).
Alain Spira de Paris Match trouve le film « mal rythmé, à la limite du révisionnisme. Cette bio... dégradée nous présente Maggie soit comme une féministe au cœur, soit comme une vieille démente taillant la bavette avec le fantôme de son époux ».
Mona Chollet du Monde diplomatique estime que le film « manie la sentimentalité la plus bêtasse et les ficelles émotionnelles les plus convenues pour réussir ce tour de force : un film apolitique, excluant toute pensée et toute idée, sur la vie de Margaret Thatcher ». D'autre part, « les dévastations causées par ses décisions politiques sont systématiquement escamotées pour la présenter, elle, comme la victime, la femme isolée et courageuse en butte à l'incompréhension ou à une haine injuste. Les scènes de manifestation montrent une foule vulgaire, menaçante [...], venant cogner aux vitres de la voiture officielle où elle se tient, impassible et digne. Dans un cortège, la caméra insiste sur la cruauté d'une marionnette la représentant avec un œil à moitié arraché. Les plans sur le visage mélancolique de la vieille femme lorsque, allongée sur son lit, elle se remémore à quel point tout le monde a été méchant avec elle contribuent encore à interdire toute critique sérieuse de son action. »